# Acte d'accusation
Pour l’article homonyme, voir Acte d'accusation (film).

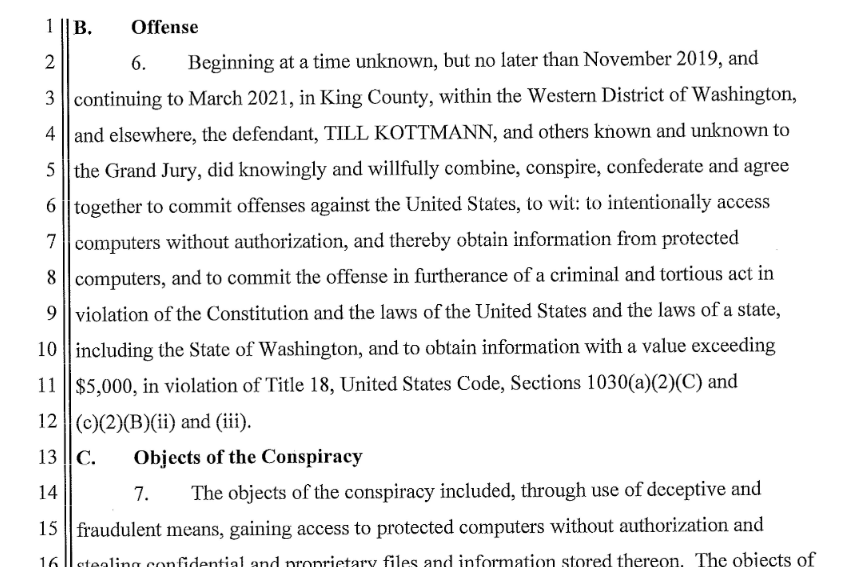
Capture d'écran de l'acte d'accusation de Tillie Kottmann, publié le 18 mars 2021. Tillie Kottmann a été inculpée pour plusieurs piratages informatiques qu'elle aurait effectués entre 2019 et 2021.

Un acte d'accusation (en anglais indictment) est, surtout dans le système juridique de la common law (en vigueur dans le monde anglo-saxon), une accusation officielle à l'égard d'un individu faisant état de la perpétration d'un crime.

## Par pays

### Pays decommon law

#### Canada
En droit canadien, l'acte d'accusation est utilisé dans un procès devant juge avec jury (art. 574 C.cr.) ou juge seul (art. 566 C.cr.),.
Un acte d'accusation direct est un « acte d'accusation qui a été présenté à un juge de la Cour supérieure sans qu'il y ait eu une information à partir de laquelle l'accusé aurait eu la possibilité de mener une enquête préliminaire ».

#### États-Unis
Dans les juridictions qui ont conservé le concept de « felony » (félonie), ce dernier constitue la plus grave infraction criminelle alors que dans les juridictions qui l'ont aboli, il est remplacé par le concept d'« acte criminel ». C'est-à-dire une infraction pour laquelle une personne est poursuivie par voie de mise en accusation lors du dépôt de l'acte d'accusation devant un tribunal à une audition préalable.
Traditionnellement, une mise en accusation était supervisée par un grand jury qui, après évaluation, émettait un acte d'accusation s'il y avait matière à accusation, ou qui prononçait un non-lieu dans les cas contraires. Cependant, la plupart des juridictions (sauf pour plusieurs États américains) ont aboli les grands jurys et ont donné la charge à un procureur général ou à ses substituts. La mise en accusation s'effectue toutefois de façon similaire, mais par voie d'une enquête préliminaire qui permet d'amasser une quantité suffisante d'éléments de preuve afin de conclure prima facie à un acte criminel et ensuite de pouvoir déposer, lors d'une audition préalable, un acte d'accusation qui permet d'intenter une poursuite criminelle contre le ou les accusés.

### Pays de droit écrit

#### France
- Ordonnance de mise en accusation établie par le juge d'instruction : article 181, alinéas 1 à 4, du code de procédure pénale.

#### Suisse
En droit pénal suisse, l'acte d’accusation est le document par lequel le ministère public engage la mise en accusation devant le tribunal compétent,.